# Bryce Drew
Bryce Homer Drew (Baton Rouge, 21 settembre 1974) è un ex cestista e allenatore di pallacanestro statunitense con cittadinanza italiana, professionista nella NBA, in Italia e in Spagna.

## Carriera
È stato selezionato dagli Houston Rockets al primo giro del Draft NBA 1998 (16ª scelta assoluta).
Con gli Stati Uniti ha disputato le Universiadi di Sicilia 1997.